# (451138) Rizvanov
(4451138) Rizvanov est un astéroïde de la ceinture principale, de magnitude absolue 16,25.